# الشعب الراجستاني
الشعب الراجستاني هم السكان الأصليين لولاية راجستان «أرض الملوك» وهي منطقة في الهند. لغتهم الراجستانية هي جزء من مجموعة غرب اللغات الهندو-آرية.

## تاريخهم

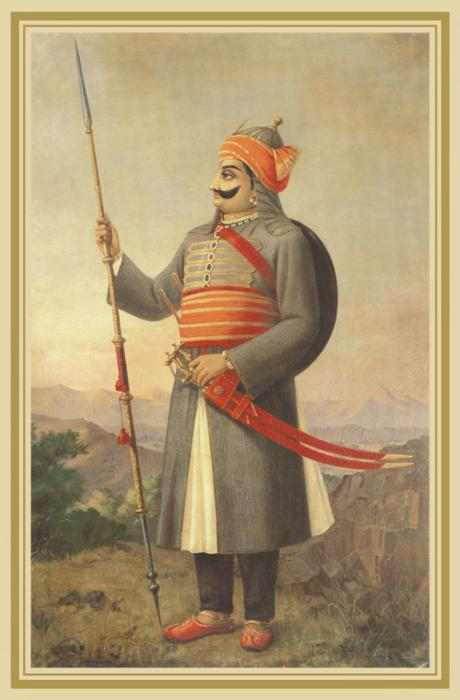
مارانا براتاب، حاكم ومحارب عظيم في وقته.

جاء أول ذكر لكلمة راجستان من أعمال جورج توماس (ذكريات العسكرية) وجيمس تود (سجلات الأحداث)، وتعني راجستان حرفيا بأرض الممالك. مع ذلك، تعتبر ولاية راجاستان الغربية وولاية غوجارات الشرقية جزءا من «الغوجاراتية» أو غوجارات بهيومي، وأرض الجوجار. استخدمت اللهجة المحلية في ذلك الوقت تعبير راجوار، وهو مكان أو أرض الملوك وفيما بعد افسدت على يد البريطانيين في راجبوت.
على الرغم من أن تاريخ ولاية راجاستان يعود لحضارة وادي السند إلا أنه استغرق تشكيل أساس المجتمع الراجستاني مع صعود ممالك الغربية الأوسط مثل شترابيس الغربية. كانو شترابيس الغربية (35- 405 م) حكام الجزء الغربي للهند (ولاية غوجارات الحديثة وجنوب السند وماهاراشترا وراجستان) وخلفاء الهندو السكيثيين هم الذين غزوا منطقة اوجاين وأنشؤا عصر السقا (مع تقويم السقا)، إعلانا لبداية مملكة السقا الغربية وهم حكام عاشو لفترة طويلة. أستخدم مجتمع راجاستان والمناطق المجاورة مثل البنجاب وهاريانا تقويم السقا (كما اعتمد كالتقويم الوطني الهندي). بمرور الوقت حصلت هياكلهم الاجتماعية إعادة تنظيم أقوى ولادة للعديد من المجموعات العسكرية الفرعية العرقية (التي كانت تسمى سابقا بالعرقية العسكرية ولكن الآن تعبتر مصطلح بالي«غير مستخدم»), وبرز الراجستانيون كتجار أساسيون خلال القرون الوسطى في الهند. كانت راجستان ضمن المراكز الهامة للتجارة مع روما، في شرق البحر الأبيض المتوسط وجنوب شرق آسيا.
الغجر
دعى البعض ان الغجر نشأو في أجزاء من ولاية راجاستان، واقترح أن أصلهم هندي لأسباب لغوية في وقت مبكر قبل 200 سنة.ويستمد الغجر في نهاية المطاف من دومبا (رجل عاش على الغناء والموسيقى)، الذي يشهد في اللغة السنسكريتية الكلاسيكية، وتشير الأدلة اللغوية والراثية بأن الغجر نشأو من شبه القارة الهندية وهاجرو من الهند نحو الشمال الغربي في وقت سابق من القرن ال11, وفي بعض الأحيان اقترح السكان المعاصرين مشاركة علاقة وثيقة إلى الرومانية وهم الناس من آسيا الوسطى وبانجارا من الهند.

### أصولهم
هبط أصل الراجستانيون إلى حد كبير إلى النسيان لعدم وجود سجلات خطية باقية على قيد الحياة من العصور القديمة. بالرغم من ذلك، يعيش الراجستانيون في ولاية راجاستان منذ زمن سحيق. وهي الدولة السابقة لألوار في شمال شرق ولاية راجاستان، وربما هي أقدم مملكة في ولاية راجاستان. في حوالي 1500 قبل الميلاد، فقد شكلت كجزء من أراضي ماتسيا في بيراتناجار (التي تدعى في الوقت الحالي بايرات) وتتشمل بهاراتبور ودولبور وكاراولي.

### ديانتهم

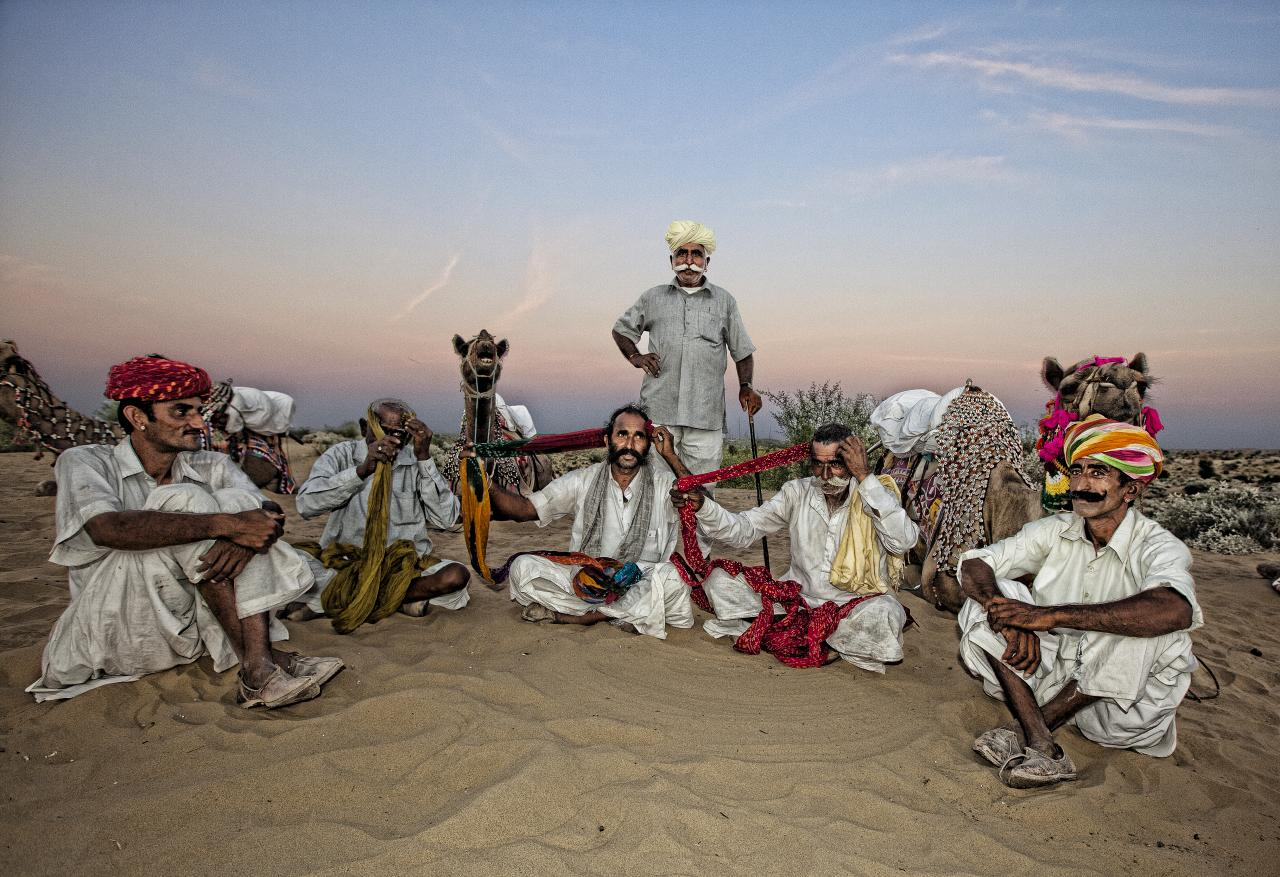
الشعب الراجاستاني

المجتمع الراجاستاني عبارة عن مزيج غالبيتهم من الهندوس مع أقليات كبيرة من المسلمين والديانة الجاينية، ومع ذلك الراجستانيون يندمجون مع بعضهم اجتماعيا بغض النظر عن دياناتهم مسلمين وهندوس وجاين.
يعقب شيفيسم وفايشنافية من غالبية الشعب ومع ذلك، يتبع شاكتيزم في بهافاني وسجدوا لألهتها بالتساوي في جميع أنحاء ولاية راجاستان. وفي الغالب رجال جات من الهندوس والسيخ. وحتى الآن قبيلة مينا من راجستان اتبعت بقوة الثقافة الفيدية التي تضم عادة عبادة بينرون (شيفا) وكريشنا وكذلك دورغا. وعموما يعبدون الراجبوتيين الشمس وشيفا وفيشنو وبهافاني (الالهة دورغا). يعبدون الجوجار إله الشمس، إله ديفنارايان وفيشنو وشيفا وآلهة بهافاني. تاريخيا، كانو الجوجار يوصفون بأنهم عباد الشمس ومكرسين أنفسهم لأقدام إله الشمس. كانت حركة الماراثى بهاكتى بواسطة مهانيوبهف وفيركاريبنذيس في ولاية ماهاراشترا لها تأثير هائل على تطور حركة بهاكتى الراجاسثانية. وكان ميرابي شخصية مهمة أثناء حركة بهاكتى الراجاسثانية.
و في الغالب الراجاستانين المسلمين من السنة. وهم أساسا ميوو ميرسي وقايمخاني ومانجني والمسلم رانغار وميرات والسيندي-سيباهي وراث ووالباتان. مع دخول الإسلام، اعتنق العديد من أفراد المجتمع الإسلام ولكن لا يزال يحتفظ العديد منهم بتقاليدهم السابقة. وهم يتشاركون في الكثير من العوامل الاجتماعية والطقوس. بعد اعتناق المجتمعات الإسلامية الراجاستانية الإسلام، واصلت اتباع ممارسات ما قبل الاعتناق (الطقوس الراجاستانية والتقاليد) والذي ليس هو الحال في أماكن أخرى من البلاد، وهذا يظهر هوية ثقافية قوية في الشعب الراجاستاني في مقابل الهوية الدينية، ويبلغ عدد سكانها المسلمين 4788227، وهو ما يمثل 8.5٪ من إجمالي عدد السكان.
تنتشر أيضًا بعض الديانات مثل البوذية والمسيحية، ديانة بارسي، وبمرور الزمن، كان هناك زيادة في عدد أتباع ديانة السيخ. خلال 321-184 قبل الميلاد ظهر فكر البوذية كدين رئيسي في إمبراطورية الماورية، وليس لديها تأثير في ولاية راجاستان لحقيقة أن إمبراطورية الماورية كان لها تأثير ضئيل على راجستان وثقافتها. على الرغم من الجاينية ليست سائدة في ولاية راجاستان اليوم، ولكن كانت مناطق ولاية راجاستان وجوجارات مراكز قوية تاريخيا من الجاينية في الهند.

### الأدب الراجستاني

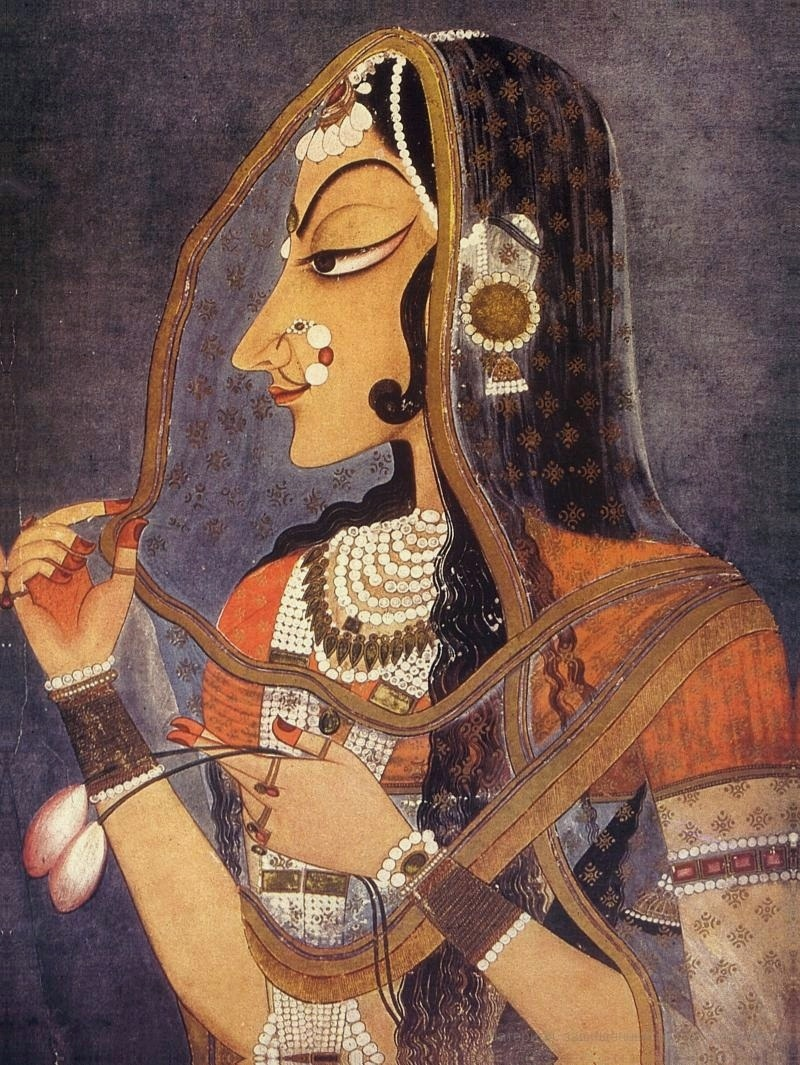
بني ثاني (موناليزا ولاية راجاستان)

يتفق العلماء على حقيقة أنه أثناء القرن 10-12، كانو يتحدثون بلغة مشتركة في راجستان الغربية والشمالية وولاية غوجارات. كانت معروفه هذه اللغة بالغوجاراتية القديمة (1100 م - 1500 م) (وتسمى أيضا راجاستان الغربية القديمة، وغوجار بهاكا، مارو-جوجار), وتستمد اللغة اسمها من الجورجار (أو الجوجار)، وهم الذين كانوا يقيمون وويحكمون في ولاية البنجاب وراجبوتانا ووسط الهند، وأجزاء متعددة من ولاية غوجارات في ذلك الوقت. ويقال ان قد تطورت الماروارية والغوجاراتية من غوجار بهاكا فيما بعد. وتم استخدام اللغة كلغة أدبية في وقت مبكر من القرن 12. وقد أشار الشاعر بهوجا إلى جورجار أبهرماشا في 1014 م، وقد كتبت القواعد الرسمية في راجاستان بواسطة الراهب جين والعالم البارز هيماشاندرا سوري في عهد الملك سولانكي سيدهاراج جايسن لأنهيلوارا (باتان), وقد اعترفت الجمعية الدوليه بالراجستانية كلغة هندية رسمية في عام 2004 ولكن لا يزال الاعتراف معلق من حكومة الهند.
و يأتي أول ذكر للأدب الراجستاني من العمل المعروف كوفالايامالا، المدرج في ج. 778 في بلدة جالور جنوب شرق ماروار من قبل جين موني اديوتان سوري. وأشار موني اديوتان اليها ب مارو باهاشا أو مارو فاني. وبدأ الأدب الراجستاني الحديث بأعمال لسريامال ميسراما ومن أهم أعماله هي فامسا بهاسكارا وفيرا ساتسي. والفيرا ساتسي عبارة عن مجموعة من المقاطع التي تتعامل مع الأبطال التاريخيين اثنين من الشعراء الأخرين المهمين في هذا النمط التقليدي هما باختافارا جي وكافيراجا موراردانا. يوجد أيضا الأدب الشعبي بغض النظر عن الأدب الأكاديمي. يتكون الأدب الشعبي من القصص الشعرية والأغاني والأمثال والحكايات الشعبية، والمدائح، وكان الشعر البطولي والأخلاقي مكونان رئيسيان للأدب الراجستني طوال تاريخه. أخذ تطور الأدب الراجستني، وكذلك فيركافيا (الشعر البطولي)، من لغة دينقال شكلا خلال التشكيل المبكر للمؤسسات الاجتماعية والسياسية في العصور الوسطى في ولاية راجاستان. كان مهراجا شاتور سينغ (1879-1929) شاعر تعبدي من مور، وكانت له مساهمات في أسلوب الشعر الذي كان تقليد بارديك أساسيا في الطبيعة., وكان هينقلادان شاعر أخر مهم ((1861-1948)و إسهاماته إلى حد كبير من أسلوب الشعر البطولي.
ويمكن تقسيم التطور التنموي ونمو الأدب الراجستاني إلى 3 مراحل:
| المراحل التاريخية للأدب الراجستاني    |
| ------------------------------------- |
| الفترة المبكرة من 900 إلى 1400 م      |
| فترة القرون الوسطى من 1400 إلى 1857 م |
| من 1857 إلى يومنا هذا العصر الحديث    |

### ثقافتهم وتقاليدهم
ملابسهم

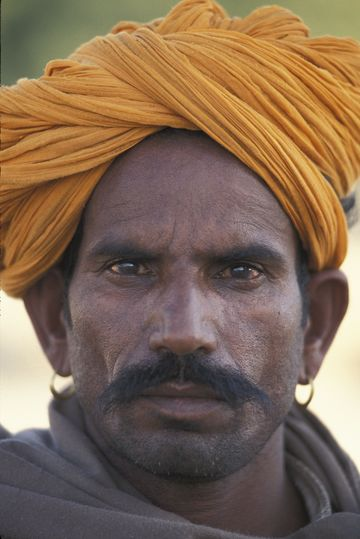
رجل راجاستان يرتدي أسلوب بيجر مع عمامة.

يرتدي الرجل الراجستاني أسلوب بيجر مع عمامة. ويرتدي الرجال التقليدين دهوتيس وكورتا وانجراخا وبيجر والصفا (نوع من عمامة أغطية الرأس), وبيجامة شيريدار التقليدية (بنطلون مثني) وفي كثير من الأحيان تستبدل بدهوتي في مناطق مختلفة. تلبس النساء في الهند غاجرجا (تنورة طويلة) وكانشيل (لبس من الأعلى) ومع ذلك، يتغير نمط اللبس مع أطوال وأنفاس من ولاية راجاستان واسعة. ويرتد الدهوتي بطرقية مختلفة في ماروار (منطقة جودبور) أو شيخاواتي (منطقة جايبور) أو هادوتي (منطقة بوندي). وبالمثل، هناك اختلافات قليلة بين بيجر والصفا على الرغم من ان كلاهما عمامة رأس في راجاستان. لدى مور تقليد البيجر، في حين ان لدى ماروار ا تقليد الصفا.
مجوهرات راجاستان التقليدية
كما تشتهر راجستان بحليها المذهلة. من العصور القديمة، والشعب الراجاستاني يرتدون المجوهرات من مختلف المعادن والمواد. تقليديا، ارتدى النساء الأحجار الكريمة ورصع الذهب والحلي الفضية. تاريخيا، كانت تستخدم حلي الفضة والذهب للتخييط الديكور الداخلي للستائر ووسائد المقعد وللحرف اليدوية الخ. يستخدم Rajasthanis الأغنياء الراجاستانيين رصع الذهب والأحجار الكريمة ورصع الفضة على السيوف والدروع والسكاكين والمسدسات والمدافع، والأبواب، والعروش وما إلى ذلك، مما يعكس أهمية الحلي في حياة الراجاستاني. 

## طبخهم
تعكس الثقافة الراجستانية الغنية في تقاليد الضيافة التي تعد واحدة من نوعها. تختلف منطقة راجستان من المناطق الصحراوية القاحلة إلى المناطق الخضرة الشرقية، وقد نتج عن درجات متفاوتة من الجغرافيا في المؤكولات الغنية التي تضم كلا من الأطباق النباتية غير والنباتية. يتميز الطعام الراجستاني باستخام الذرة البيضاء والثيوم والبقوليات والعدس وبالرائحة المميزة التي تحققت من خلال المزج بين التوابل وما في ذلك أوراق الكاري والتمر الهندي والكزبرة والزنجبيل والثوم والفلفل الحار ووالفلفل والقرفة والقرنفل والهيل والكمون وماء الورد.
ومن المحاصيل الرئيسية في ولاية راجاستان هي الذرة البيضاء، الثيوم، الذرة، راغي، الأرز، القمح والشعير والحمص، والطور، والبقول، الفول السوداني، السمسم، الخ. يعتبر الدخن والعدس، والفاصوليا من المكونات الأساسية في الطعام.
و يعتبر أغلب الهندوس والجين الراجاستانيين نباتيين. ولا يألكون الجين الراجاستانيين الطعام بعد غروب الشمس ولا يحتوي طعامهم على الثوم والبصل. وعادة يعتبر راجبوت من أكلة اللحوم. وكان أكل لحوم البقر من المحرمات.
ولدى المطبخ الراجاستاني مجموعة كبيرة من الأصناف، متفاوتة إقليميا بين المناطق الصحراوية القاحلة ومناطق الخضرة الشرقية. وأشهر طبق دال باتي شورما. يحمص الخبز الكامل من الزبدة المصفاة على الجمر وتقدم جافة، وتصنع حلوة قشاري من قرام من الطحين، وتصنع كيرسانغري من فاكهة الصحراء والفاصوليا.
نص كبير

## فنونهم
الموسيقى

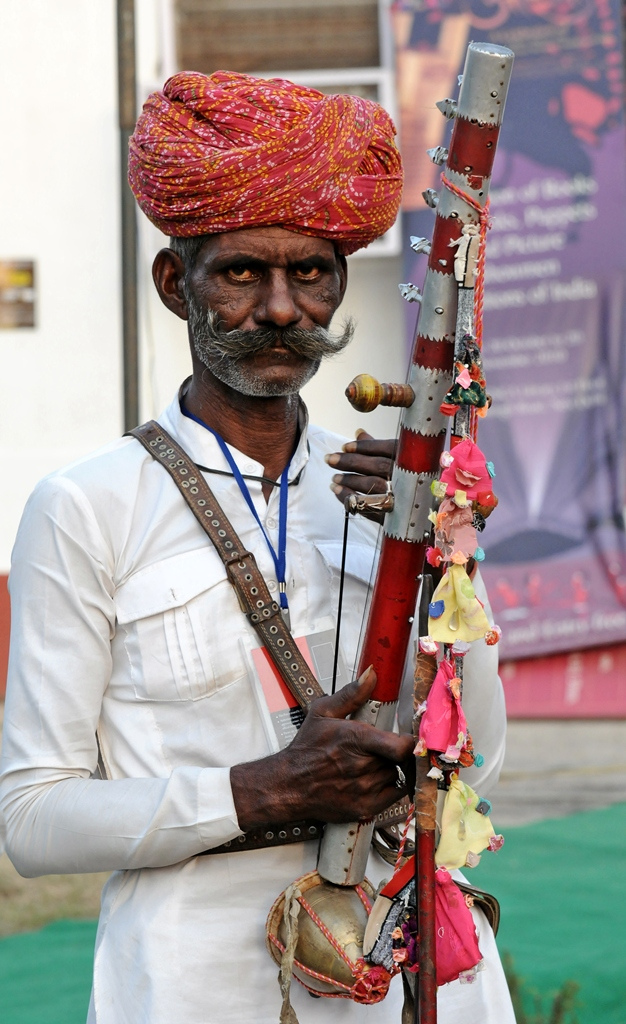
صغيرpx

المغني الشعبي الراجستاني مع رافانهاتا أداة في مهرجان اخيان في مركز أنديرا غاندي الوطنية للفنون، بالقرب من بوابة الهند، نيودلهي
ولدى الموسيقى الراجستانية مجموعة متنوعة من الموسيقيين، وتشمل المدارس الكبرى من الموسيقى أودايبورو جودبور وجايبور. وتعتبر جايبور غارانس الرئيسية وهي معروفة لتقديسها لراقاس النادر. ويرتبط جايبور اترولي غارانا مع ألاديا خانa (1855-1943)، الذي كان من بين المطربين اواخرالقرن ال19 وأوائل القرن ال20. تم تدريب ألاديا خان على حد سواء في اساليب دهروباد وخيال، على الرغم من ان اسلافة كانو مغنيين دهروباد. وأبرز ما يميز جابيور غارانا تعقيدة وشكل غناء لحنة.
الفن معماري

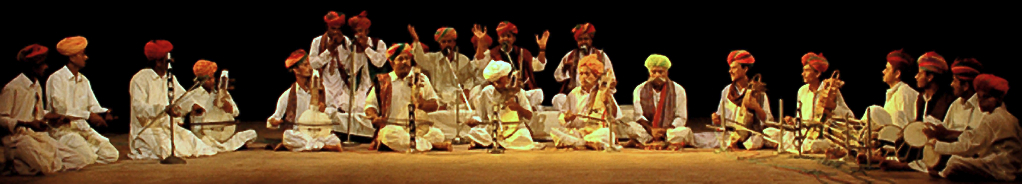

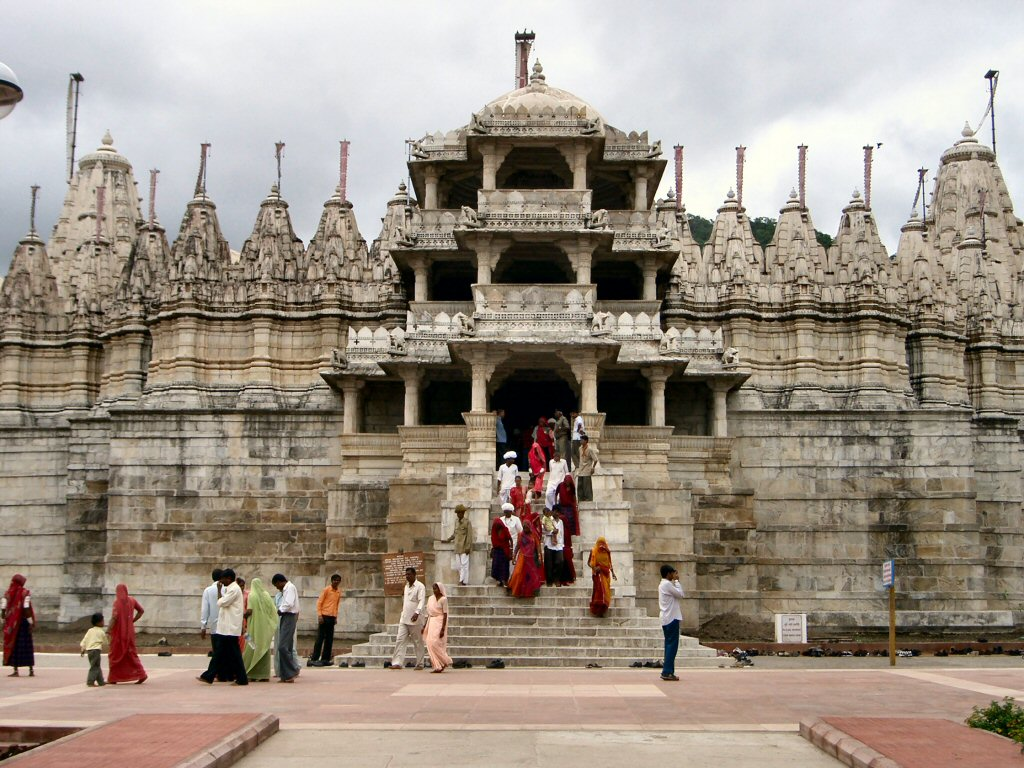
معبد جاين في راناكبور

ينعكس التقاليد في ولاية راجاستان أيضا على الهندسة المعمارية. مارو- جورجارا الهندسة المعمارية لمعبد مارو جورجارا، والتي نشأت في مكان ما في القرن السادس عشر في وحول مناطق من ولاية راجاستان. وتظهر الهندسة المعمارية لمارو جورجارا الفهم العميق لهياكل والمهارات المكررة من الحرفيين الراجاستانيين من عصر مضى. ولدى الهندسة المعمارية لمارو جورجارا اثنين من الأساليب البارزة: مها ميرو ومارو جورجارا وفقا ل دهاكي، فأن تطور أسلوب مها مارو وضعت أولا في ماريوديسا وسابادالاكسا وسورسينا وأجزاء من أبرامالا، في حين نشأ مارو جورجارا في ميداباتا وجورجاراديسا أربودا وجورجاراديسا أنرتا، وبعض المناطق في ولاية غوجارات. العلماء مثل جورج ميشل. دهاكي ومايكل ومايستر والولايات المتحدة. ويعتقد مورتي بأن الهندسة المعمارية لمعبد مارو جورجارا هي هندسة معمارية هندية غربية تماما ومختلفة تماما عن الهندسة المعمارية لمعبد شمال الهند. وهذا يدل أيضا على الانفصال الثقافي والعرقي لراجاستان من الثقافة الهندية الشمالية. هناك صلة تربط بين الهندسة المعمارية لمعبد مارو جورجارا والهندسة المعمارية لمعبد هويسالا . كلا الأسلوبين من الهندسة المعمارية يتعاملان مع الأسلوب النحتي.

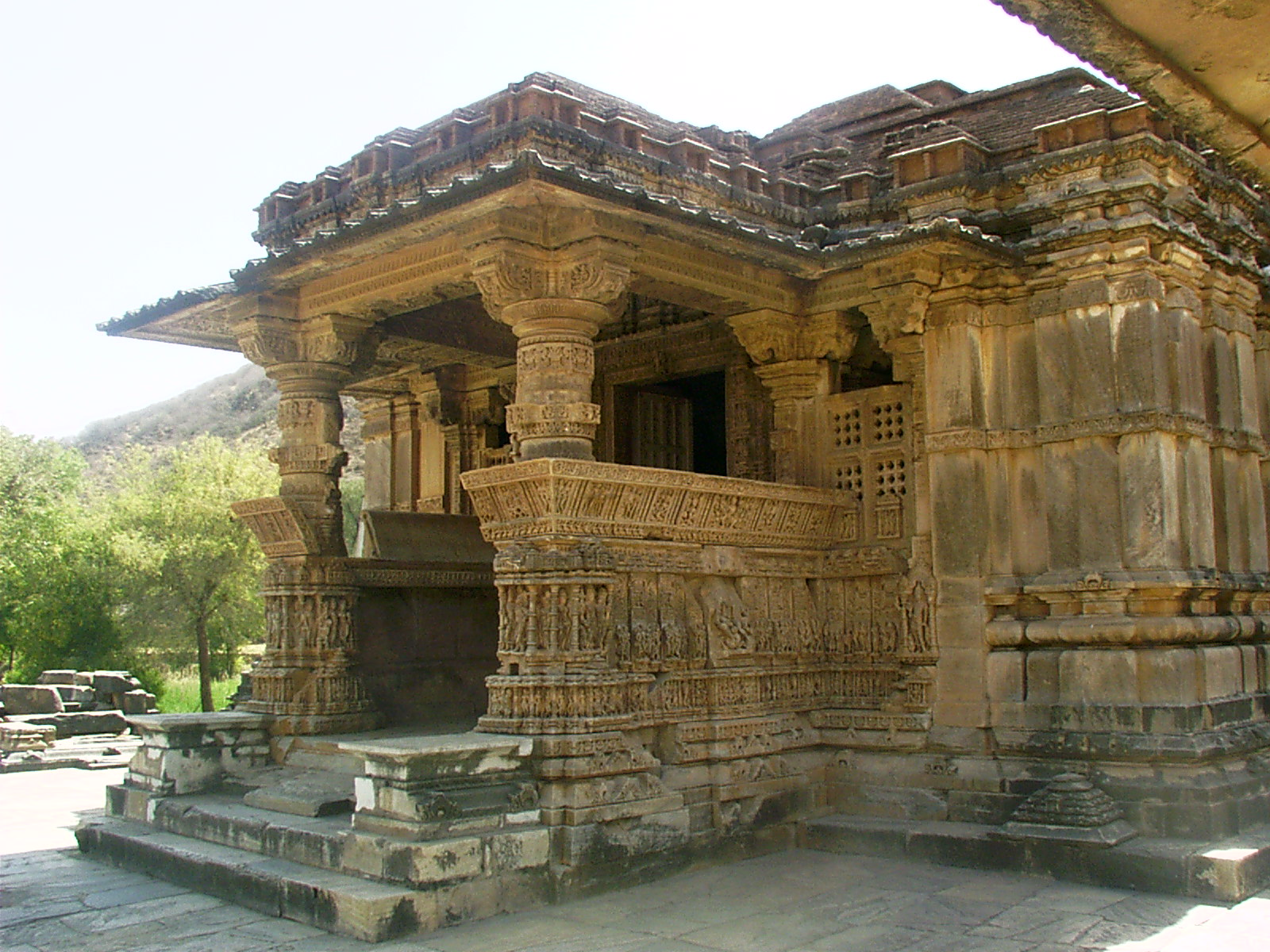
معبد ناجدا.

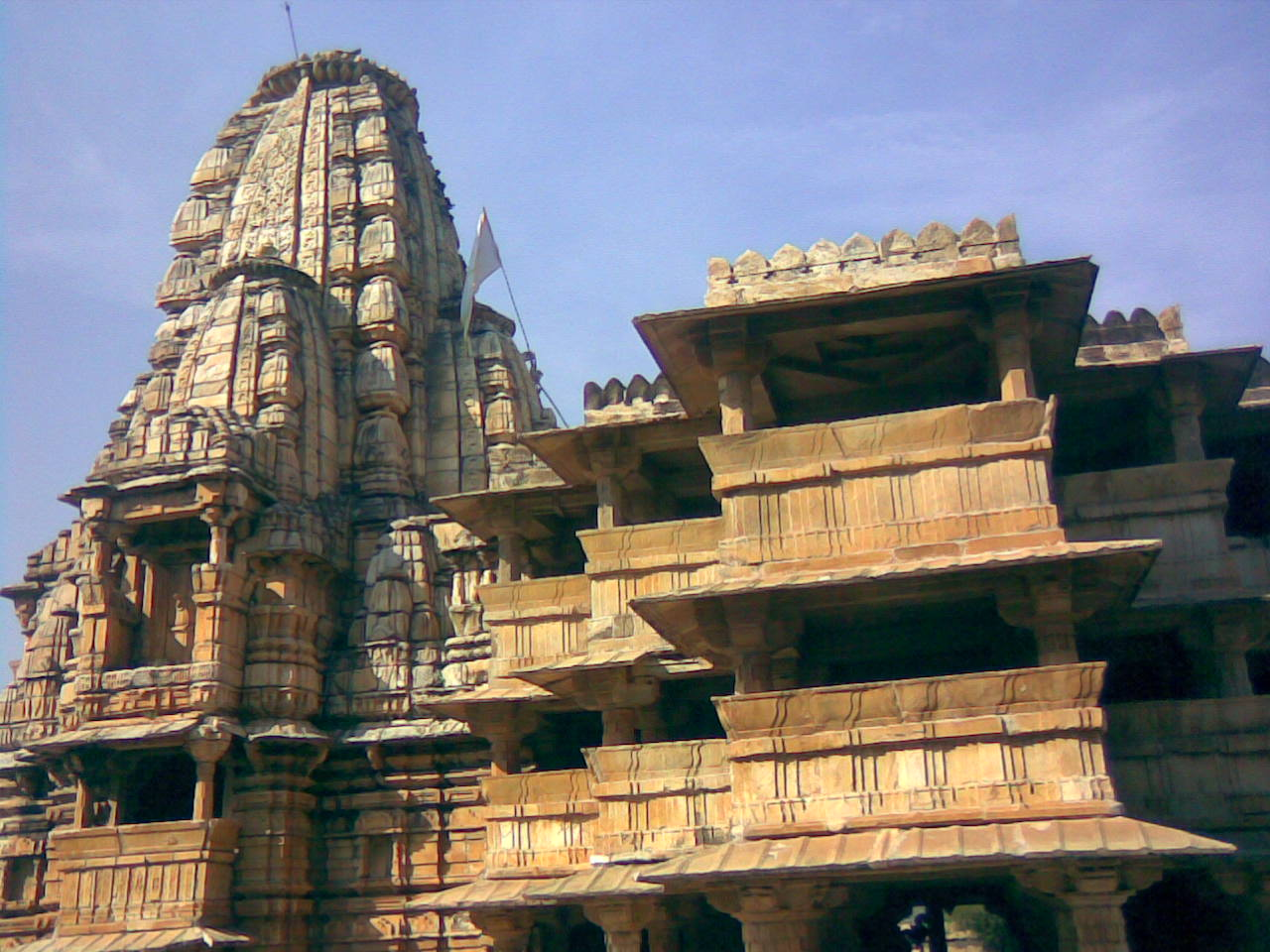
معبد ديف سومناث.

## مهنتهم
تعتبر الزراعة المهنة الرئيسية للشعب الراجاستاني في ولاية راجاستان. المحاصيل الرئيسية في ولاية راجاستان هي الذرة البيضاءو الثيوم والذرة، والراغي، والأرز، والقمح والشعير والحمص، والطور، والبقول، والفول السوداني، والسمسم، الخ. وكانت الزراعة أهم عناصر الحياة الاقتصادية للشعب للقرون الوسطى في ولاية راجاستان. في العصور الأولى الوسطى، وكانت تسمى الأراضي التي يمكن ريها من جانب واحد ب كاشافة، وهي الأراضي التي يمكن ريها بواسطة كنشا واحدة أو دلو من الجلد. وكان فان باوري وتيرقار والخنجر وفاجري . تقليديا للصيادين وجامعي الثمار. حاليا، فقط فان باوري صيادون، في حين أن الاخرين قد انتقلو إلى المهن متعلقة بالزراعة. وهناك عدد من الحرفيون، مثل وهار وسيكليقار.
لوهار هم حدادين في حين سيكليقار يقومون بعمل معين من صنع وتلميع الأسلحة المستخدمة في الحرب. اما حاليا فانهم ينتجون الأدوات المستخدمة في الزراعة.
المهاجرين
جماعة المارواري هم مجموعة كبيرة من المهاجرين في جميع أنحاء الهند، حيث انشئو كتجار، وهجرة المارواري إلى باقي الهند هي في الأساس حركة بحثا عن فرص التجارة والتبادل التجاري. في معظم الحالات، هاجر الراجاستانيون إلى اماكن أخرى كتجار.

### ولاية ماهاراشترا
في ولاية ماهاراشترا (مرثا ديش القديم), الراجاستانين هم أساس التجار ويملكون بيوت تجارية كبيرة إلى متوسطة الحجم. أساسا الناس الماهراشترايين هندوس (وبعضهم أيضا من الجين)، وهم الذين هاجروا من راجبوتانا في الأيام الماضية. وعادة ما يعبدون كل الآلهات والإلهات جنبا إلى جنب مع آله قريتهم.